# Економіка Барселони

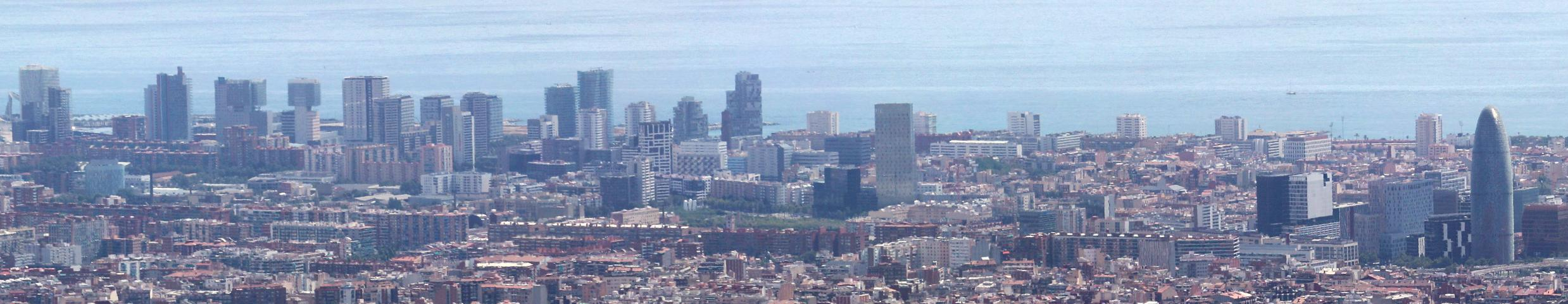
Ділова частина Барселони

Барселона служила життєво важливим центром торгівлі і судноплавства, ще до того, як Христофор Колумб відплив до Америки. Її стратегічне розташування, на березі Середземного моря, недалеко від кордону з Францією, зробило становлення міста як основного промислового і торгового центру Іспанії неминучим.
Барселона була одним з перших районів континентальної Європи, в якому почалася індустріалізація. До середини XIX століття Барселона стала важливим центром текстильної промисловості і машинобудування. Після цього, промислове виробництво відігравало визначальну роль в історії міста. Проте, як і в інших сучасних містах, обслуговуючий сектор економіки починає переважати над виробничим.
Барселона має багато рис, характерних для міст північно-західної Європи. В економіці міста велике значення має сфера обслуговування, доля традиційних галузей виробництва постійно знижується, при цьому зростає роль транснаціональних інвестицій. Стрімке зростання «технічних парків» індустрії високих технологій є сучасною рисою економіки Барселони. Це пов'язано із економічним піднесенням зони, що називають пояс «Рів'єри» — територія, що простягнулася вздовж узбережжя Середземного моря між Валенсією та північною Італією.

## Загальна економічна ситуація

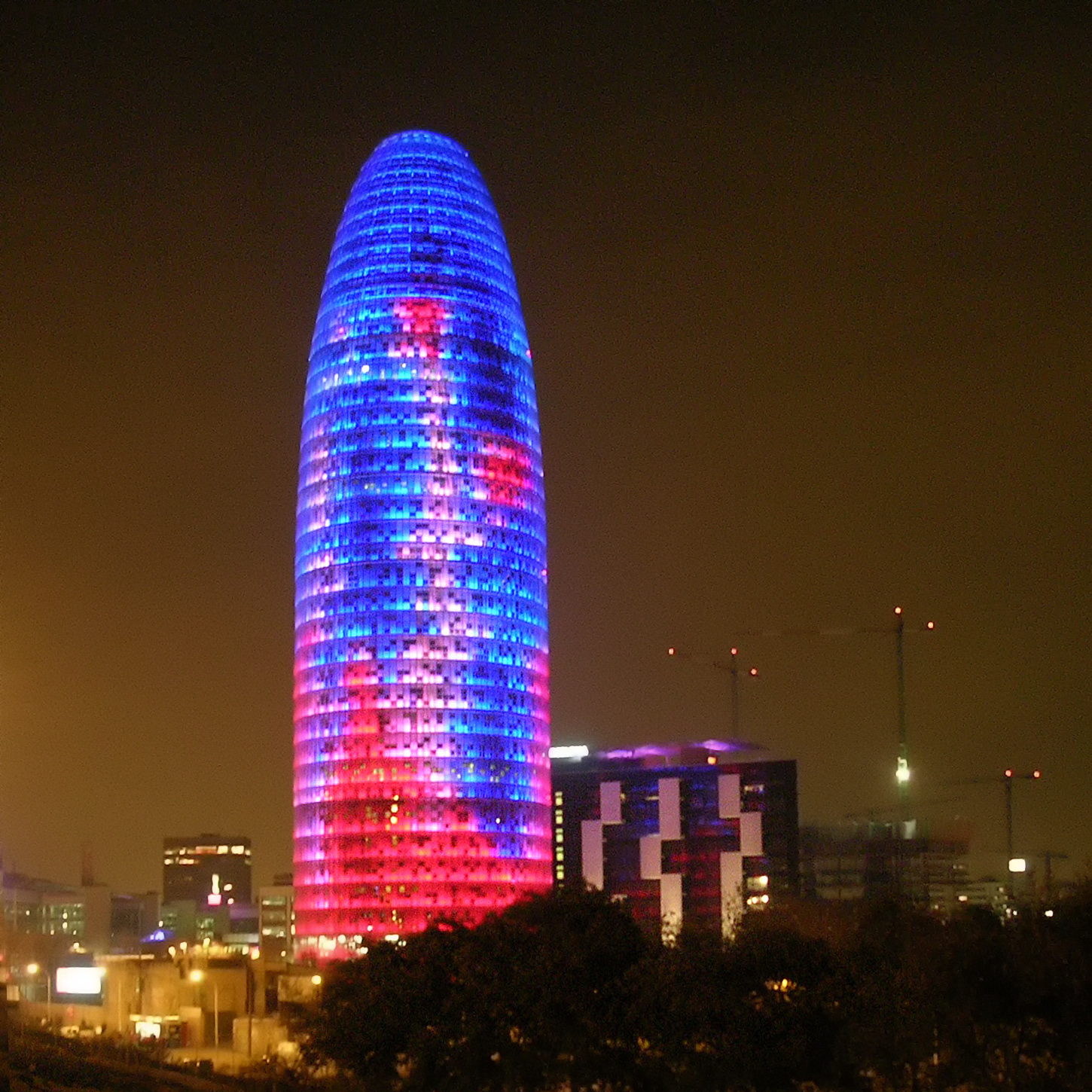
Вежа Аґбар

Барселона, столиця автономної області Каталонія, яка створює близько чверті ВВП Іспанії, при цьому в міському окрузі Барселона проживає близько двох третин населення Каталонії.
ВВП Барселонської агломерації у 2008 році склав 177 млрд.€, тоді як ВВП самого міста Барселони склав 64.521 млрд. €, або 39 900 € на одну особу. Це робить Барселону, en:List of cities by GDP#Top 10 cities in the European Union| четвертим] найбагатшим містом Європи та 35 містом за розміром економіки у світі.
В галузевій структурі валової доданої вартості у 2008 році перше місце займають сфери бізнес-послуг та нерухомості — 24,35%, наступними слідують комунальні послуги −20,71%, промисловість (12,68%), торгівля і побутовий ремонт (11,57%) і транспорт (9,57%), готельна справа — (7,50%), фінансове посередництво — (7,02%), будівництво — (6,64%).
Головний офіс в Барселоні мають 458 918 компаній, або 14% всіх підприємств Іспанії. В основному мова йде про підприємства малого та середнього бізнесу (98%), які легше адаптуються до нових ринкових умов. У 2009 р. в Барселоні було засновано 6 233 підприємства, що дозволило місту стати першим у рейтингу європейських міст за кількістю підприємств на 1000 чоловік.
Динаміка оновлення бізнесу, або відношення кількості закритих підприємств до відкритих, в Барселоні (26%) значно краща, ніж в Європейському Союзі (49%) та Іспанії (62%). Відкрите нове підприємство в місті Барселоні можна за 48 годин. У 2010 році, Барселона отримала звання «Найкращого для підприємництва регіону Європи», що присуджується Комітетом регіонів Європейського Союзу.

### Економічний трикутник Барселони

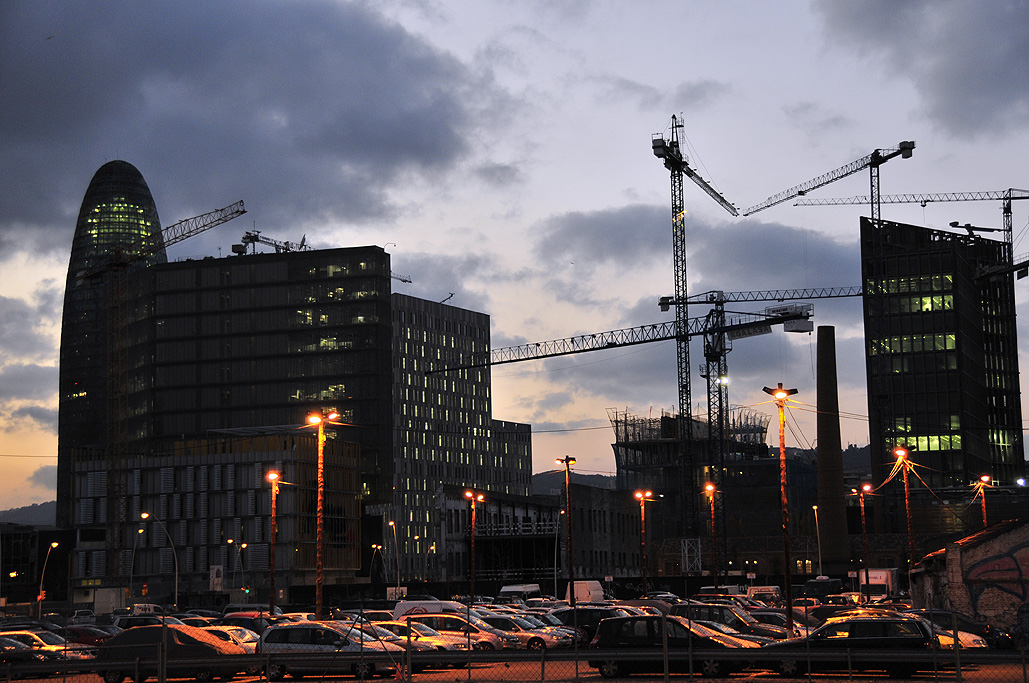
Будівництво в зоні 22@Barcelona

В мегаполісі Барселони розтащовані три «технологічні» зони високої ділової активності, що складають «Економічний трикутник Барселони».
|                                       |                                             |                                                                                          |                                            |
| Зона ділової активності               | Галузі                                      | Проекти                                                                                  | Загальна площа виробничих приміщень, кв.м. |
| Delta BCN BZ Barcelona Zona Innovacio | авіаційно-космічна, транспортна, логістична | Парк авіаційно-космічних досліджень Діловий центр Віладеканс BZ Barcelona Zona Innovacio | 1 436 000                                  |
| 22@Barcelona                          | комунікації, ІТ, біо та медичні технології  | 22@Barcelona Район станції Сагрера                                                       | 3 696 000                                  |
| Park de'l Alba                        | дослідження, бізнес-послуги                 | Park de'l Alba Технологічни парк Вальєс Бізнес-комплекс Кан Сан-Жуан                     | 1 936 000                                  |
|                                       |                                             |                                                                                          |                                            |

## Промисловість

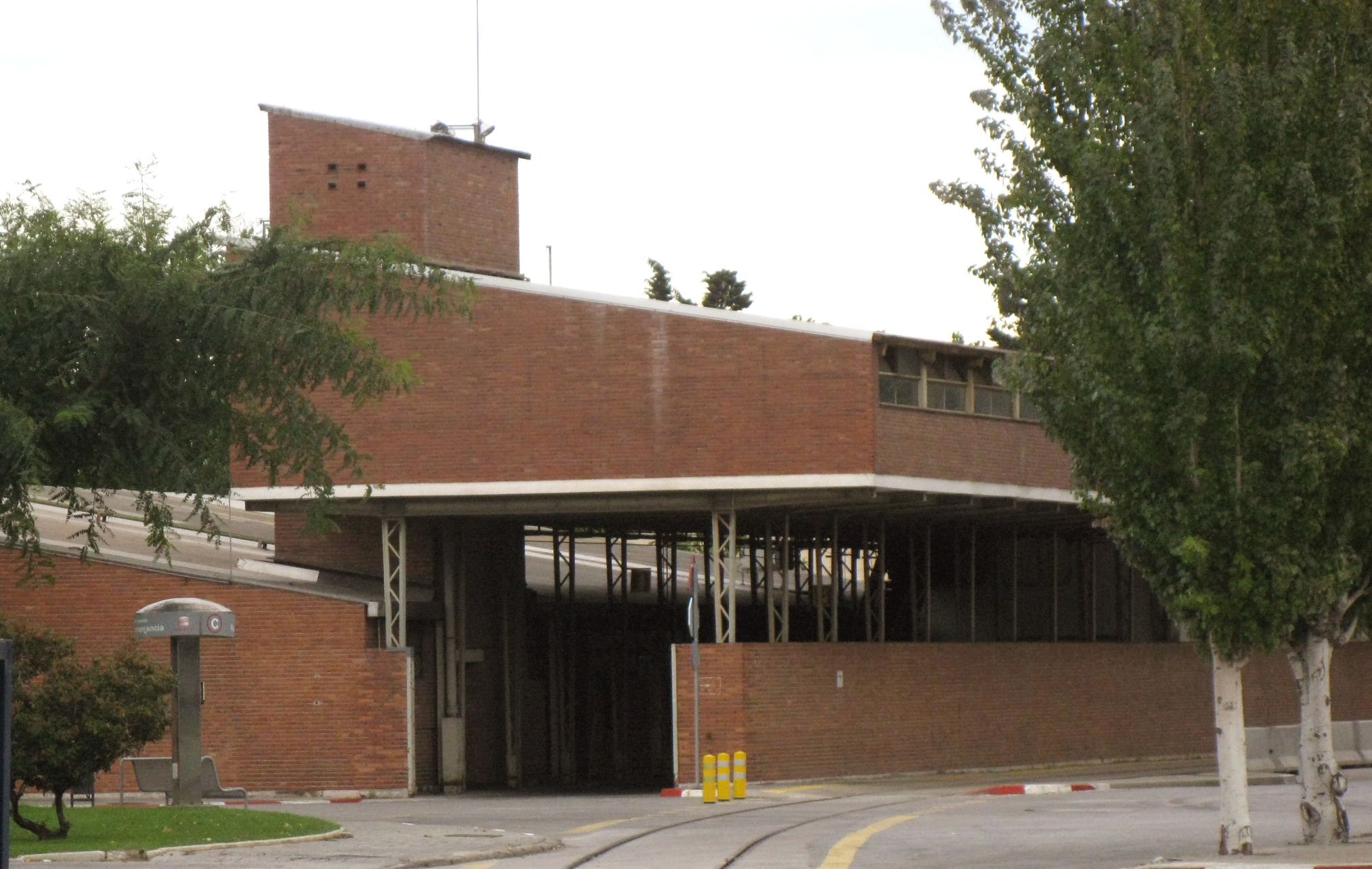
Завод «Seat»

Барселона має досить диверсифіковану структуру економіки, на відміну від інших великих міст, які сильно залежать від одного або двох секторів. Однією з особливостей економіки Барселони є висока питома вага промисловості, що значно перевищує середній рівень інших європейських міст. Барселона є головним центром іспанської промисловості, як важкої (чорна та кольорова металургія, машинобудування), так і легкої (особливо текстильна).
Барселона побудувала свою промислову потужність на своєму багатовіковому статусі одного з найбільших портів Європи. Цей статус Барселона зберігає і дотепер. Для барселонської промисловості характерне превалювання вузькоспеціалізованих галузей, орієнтованих, в першу чергу на експорт: автомобільної, побутової електротехніки, хімічної та фармацевтичної, харчової. В Барселоні знаходяться автоскладальні заводи таких великих компаній, як іспанської фірми «Seat» (група «Volkswagen»), «Nissan», «Рено», «Пежо» і «Ford». На долю Барселони припадає 25% відсотків експорту Іспанії. Найбільша доля в експорті припадає на Францію (18.93%), Німеччину (9.68%), Італію(9,03%), Португалію (8.82%).
| \| Промислові підприємства міста, за сферою діяльності \| Промислові підприємства міста, за сферою діяльності \| Промислові підприємства міста, за сферою діяльності \| \| Рік \| 2002 р. \| 2010 р. \| \| --------------------------------------------------- \| --------------------------------------------------- \| --------------------------------------------------- \| \| Енергетичні та водні ресурси \| 0,4% \| 0,4% \| \| Хімія та метали \| 4% \| 4% \| \| Переробка металів \| 29,5% \| 29,8% \| \| Продукти харчування \| 3,1% \| 3,2% \| \| Текстиль \| 16,2% \| 16,4% \| \| Виробництво меблів, видання \| 36,6% \| 36,2% \| \| Інше \| 10,2% \| 10,1% \| \| Усього підприємств \| 11.140 \| 11.583 \| |         |         |
| Промислові підприємства міста, за сферою діяльності |         |         |
| Рік | 2002 р. | 2010 р. |
| Енергетичні та водні ресурси | 0,4%    | 0,4%    |
| Хімія та метали | 4%      | 4%      |
| Переробка металів | 29,5%   | 29,8%   |
| Продукти харчування | 3,1%    | 3,2%    |
| Текстиль | 16,2%   | 16,4%   |
| Виробництво меблів, видання | 36,6%   | 36,2%   |
| Інше | 10,2%   | 10,1%   |
| Усього підприємств | 11.140  | 11.583  |

## Комерційна діяльність та роздрібна торгівля

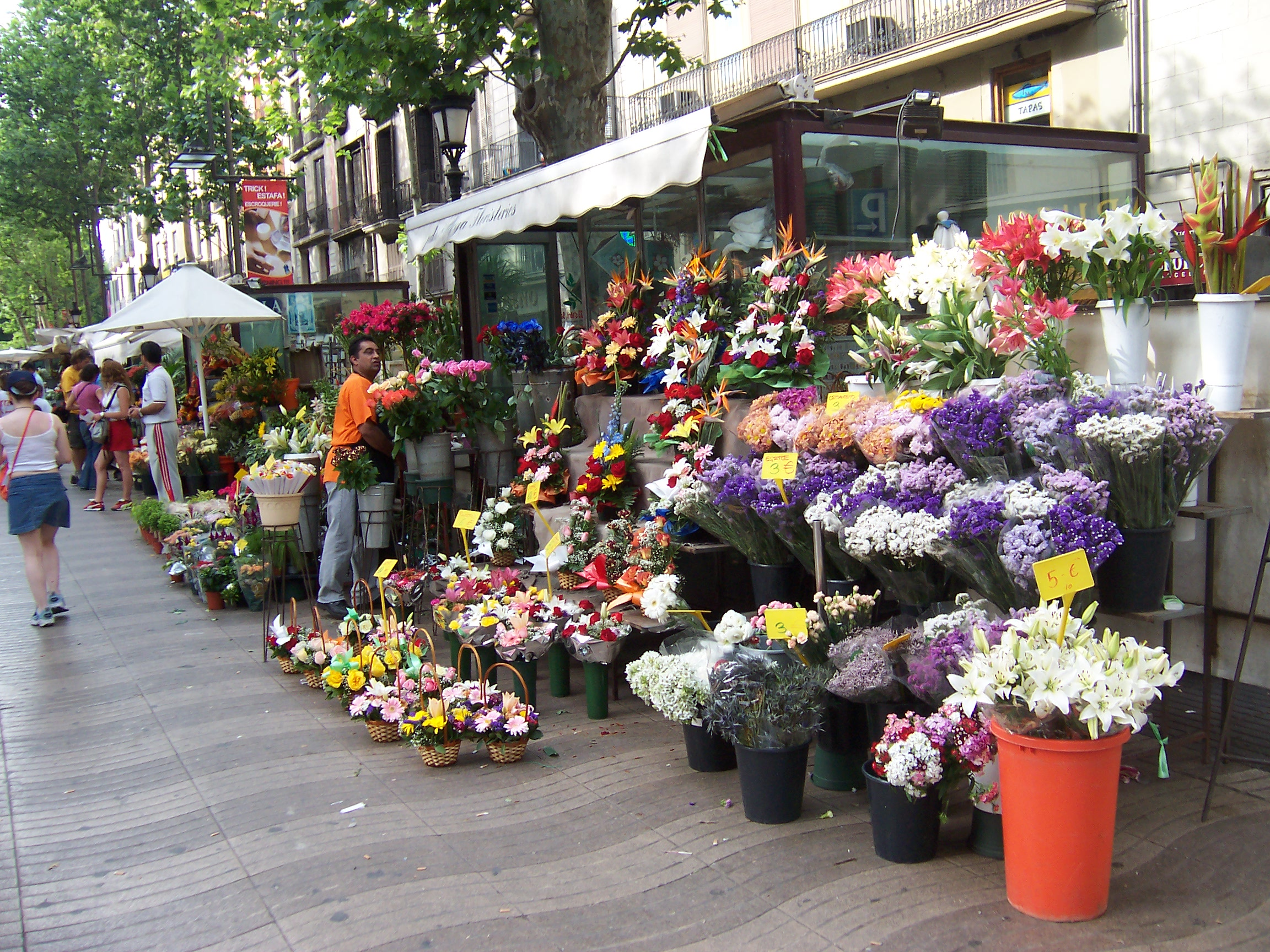
Квітковий кіоск на Ла-Рамблі

Каталонці відомі своєю діловою хваткою. Торгівля є одним з найважливіших секторів економіки Барселони: станом на 2009 рік, в ній задіяні 151 724 чоловік, які працюють на 16650 підприємствах. Муніципальні ринки із загальною торговельною площею 200 000 м². та з оборотом в 1 млрд євро — є прикладом барселонівської моделі розвитку торгівлі, що сприяє економічному та соціальному розвитку мікрорайонів міста.
Торговельні райони Барселони, переважно розташовуються поблизу історичного центру міста. На вулицях Portaferrisa, Pelayo,Ла-Рамбла , Площа Каталонії розташовані всі відомі бренди та франшизи модного одягу. На північ від площі Каталонії — на вул.(Paseo de Gracia, Rambla de Cataluña, Avenida Diagonal) розташований район, де продають ювелірні вироби та предмети розкоші.
| \| Підприємства роздрібної торгівлі міста, за сферою діяльності \| Підприємства роздрібної торгівлі міста, за сферою діяльності \| Підприємства роздрібної торгівлі міста, за сферою діяльності \| \| Рік \| 2002 р. \| 2010 р. \| \| ------------------------------------------------------------ \| ------------------------------------------------------------ \| ------------------------------------------------------------ \| \| Продукти харчування \| 27,7% \| 27,8% \| \| Одяг та взуття \| 21,2% \| 21,1% \| \| Товари для дому \| 13,5% \| 13,4% \| \| Книги та періодичні видання \| 5% \| 4,9% \| \| Промислова хімічна продукція \| 8,1% \| 7,9% \| \| Продукція, пов'язана з транспортними засобами \| 2,8% \| 2,8% \| \| Інше \| 21,6% \| 22% \| \| Усього підприємств \| 29.890 \| 31.141 \| |         |         |
| Підприємства роздрібної торгівлі міста, за сферою діяльності |         |         |
| Рік | 2002 р. | 2010 р. |
| Продукти харчування | 27,7%   | 27,8%   |
| Одяг та взуття | 21,2%   | 21,1%   |
| Товари для дому | 13,5%   | 13,4%   |
| Книги та періодичні видання | 5%      | 4,9%    |
| Промислова хімічна продукція | 8,1%    | 7,9%    |
| Продукція, пов'язана з транспортними засобами | 2,8%    | 2,8%    |
| Інше | 21,6%   | 22%     |
| Усього підприємств | 29.890  | 31.141  |

## Сфера послуг та туризм

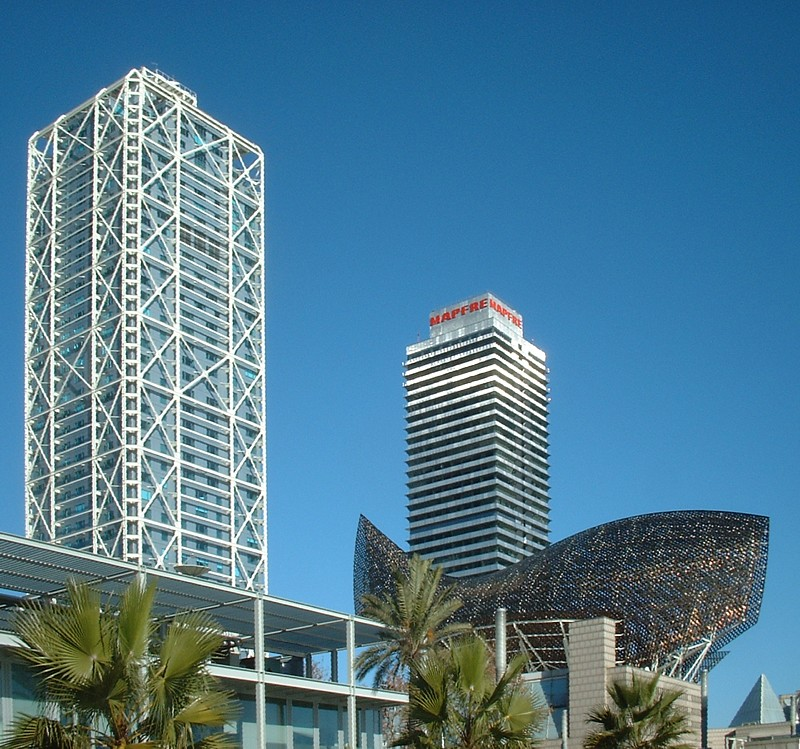
Готель Арс

Барселона зберігає провідне становище серед європейських туристичних міст, і займає 5-е місце за кількістю гостей, будучи при цьому одним з туристичних напрямків, що найменше постраждали від кризи 2009 р.
У 2009 р. Місто відвідало 6,5 млн осіб, а кількість ночовок у готелях всіх рівнів і класів досягло 12,8 млн. 69% гостей міста прибули із-за кордону. Найбільше туристів, окрім Іспанії (31%), прибуло із Італії (8.4%), Великої Британії (8.1%), Франції (7.7%), США (7.4%), Німеччини (5.2%).
Окрім того, Барселона залишається лідером круїзного туризму серед середземноморських портових міст, при цьому пасажиропотік становить понад 2 млн осіб в год. За даними Міжнародної асоціації конгресів та конвенцій(ICCA), Барселона займає 2-е місце у світі, поступившись лише Лондону, за кількістю проведених виставок та конгресів. Загальна площа критих виставкових приміщень становить 280 000 м²., при цьому кількість відвідувачів у 2009 році склало майже 3 млн осіб. Найбільш відомими виставками є :
MOBILE WORLD CONGRESS, EIBTM, PISCINA, CONSTRUMAT, BARCELONA MEETING POINT. Головною подією є ярмарок La Fira (Feria de Barcelona) — другий за розміром ярмарок Європи, що проводиться щорічно з 1929 року в Палаці Націй, на виставковому центрі Монжуїк.
| \| Підприємства міста, що працюють у сфері послуг, за діяльністю \| Підприємства міста, що працюють у сфері послуг, за діяльністю \| Підприємства міста, що працюють у сфері послуг, за діяльністю \| \| Рік \| 2002 р. \| 2010 р. \| \| ------------------------------------------------------------- \| ------------------------------------------------------------- \| ------------------------------------------------------------- \| \| Гуртова торгівля \| 15,3% \| 15,7% \| \| Готелі та готельний бізнес \| 13,6% \| 13,9% \| \| Транспорт та зв'язок \| 16,2% \| 16,3% \| \| Посередницькі фінансові послуги \| 4,2% \| 4,3% \| \| Послуги підприємствам \| 17,8% \| 17,6% \| \| Послуги фізичним особам \| 23,2% \| 23,3% \| \| Нерухомість та ін. \| 9,6% \| 8,9% \| \| Усього підприємств \| 78.422 \| 78.852 \| |         |         |
| Підприємства міста, що працюють у сфері послуг, за діяльністю |         |         |
| Рік | 2002 р. | 2010 р. |
| Гуртова торгівля | 15,3%   | 15,7%   |
| Готелі та готельний бізнес | 13,6%   | 13,9%   |
| Транспорт та зв'язок | 16,2%   | 16,3%   |
| Посередницькі фінансові послуги | 4,2%    | 4,3%    |
| Послуги підприємствам | 17,8%   | 17,6%   |
| Послуги фізичним особам | 23,2%   | 23,3%   |
| Нерухомість та ін. | 9,6%    | 8,9%    |
| Усього підприємств | 78.422  | 78.852  |